# Гельмольд
Гельмольд з Босау, Гельмольд фон Бозау (лат. Helmoldus, Helmoldi Presbyteri Bozoviensis; нім. Helmold von Bosau, близько 1125, Гослар — 1177, Босау) — сакський історик XII століття, пробст з Бозова (Bozow), що у Вагрії (нині Бозау (Bosau) — Німеччина). Як літописець брав участь у «хрестових походах» до Полаб'я та Західного Помор'я (див. Хрестовий похід проти слов'ян). Автор «Хроніки слов'ян», чи «Chronica Slavorum», одного з найважливіших писемних джерел, в якому описуються вірування, звичаї, культура, суспільна організація і щоденний побут слов'ян ще до окупації їх німцями. Незамінне джерело інформації щодо суспільно-політичної ситуації у XII столітті на землях бодричів i велетів — сьогоднішнього Мекленбургу, що в Німеччині.

## Праці
- Chronica Slavorum Textus (лат.)